# Alfred Pierburg
Alfred Pierburg (* 9. April 1903 in Duisburg; † 3. April 1975 in Neuss) war ein deutscher Industrieller.

## Leben
Alfred Pierburg war der älteste der vier Söhne von Bernhard Pierburg (1869–1942) und dessen Frau Wilhelmine Müllenbeck († 1930). Einer seiner Brüder war Walter Pierburg. Alfred Pierburg begann 1921 ein Studium der Ingenieurwissenschaften an den Technischen Hochschulen in Hannover und Berlin, brach es jedoch 1925 ohne Abschluss ab, um das väterliche Unternehmen „Gebr. Pierburg AG“ zu unterstützen. Dieses hatte eine Lizenz für Solex-Vergaser erworben und Pierburg absolvierte eine zu deren Nutzung notwendige Ausbildung bei Solex in Neuilly nahe Paris. 1931 musste sein Vater zwar die „Gebr. Pierburg AG“ liquidieren, gründete jedoch stattdessen die „Deutsche Vergaser GmbH“ (DVG), dessen Geschäftsführer und alleiniger persönlich haftender Gesellschafter Alfred Pierburg wurde. Unter seiner Leitung wurde Solex zur führenden Marke für Vergaser in Deutschland. 1932 heiratete Pierburg Charlotte Neuhardt (1909–2001). Aus der Ehe gingen zwei Söhne hervor.
Ab 1935 produzierte die Deutsche Vergaser GmbH auch Kraftstoffpumpen. Während des Zweiten Weltkrieges stieg die Nachfrage nach Flüssig- und Generatorgas und damit nach Mischern und Gemischbildungsreglern. Das Unternehmen expandierte unter anderem nach Prag, Warnsdorf und Cottbus, wo weitere Fertigungsstätten entstanden. Pierburg hatte eine einflussreiche Position in der Wehrwirtschaft inne. Auch nach Kriegsende war sein Unternehmen bald wieder wettbewerbsfähig. 1947 wurde der Sitz der DVG nach Neuss verlagert und in Berlin die Produktion wieder aufgenommen. Im Zuge des Aufschwungs der deutschen Automobilindustrie entwickelte sich das Unternehmen zum Marktführer im Bereich Vergaser. Pierburgs Verdienste wurden durch verschiedene Auszeichnungen gewürdigt, unter anderem die Ehrendoktorwürde der TH Braunschweig (1957) und Köln (1961) sowie den Professorentitel des Landes Nordrhein-Westfalen (1963). 1965 erhielt er die Rudolf-Diesel-Medaille und 1970 wurde ihm das Große Bundesverdienstkreuz verliehen. 1975 verstarb Pierburg in Neuss und erlebte nicht mehr, wie die DVG im Zuge der Verdrängung der Vergaser durch Saugrohreinspritzung zunehmend Verluste machte und 1986 von Rheinmetall aufgekauft wurde.
In Neuss wurde die Alfred-Pierburg-Straße nach ihm benannt.